# Miland
Miland is een plaats in de Noorse gemeente Tinn, provincie Telemark. Miland telt 352 inwoners (2007) en heeft een oppervlakte van 0,58 km².